# فارازدات هارويان
فارازدات هارويان (24 أغسطس 1992 بيريفان في أرمينيا - ) هو لاعب كرة قدم أرمني في مركز الدفاع. شارك مع منتخب أرمينيا الوطني تحت 19 سنة لكرة القدم ومنتخب أرمينيا تحت 21 سنة لكرة القدم ومنتخب أرمينيا لكرة القدم. أما مع النوادي، فقد لعب مع بيونيك يريفان ونادي روستوف.

## وصلات خارجية
- فارازدات هارويان على موقع الاتحاد الدولي (مؤرشف)  (الإنجليزية)
- فارازدات هارويان على موقع الاتحاد الأوربي (الإنجليزية)
- فارازدات هارويان على موقع قاعدة بيانات كرة القدم.إي يو (الإنجليزية)
- فارازدات هارويان على موقع ناشيونال فوتبول تيمز (الإنجليزية)
- فارازدات هارويان على موقع Soccerway.com (الإنجليزية)
- فارازدات هارويان على موقع عالم كرة القدم.نت (الإنجليزية)